# Той е (музикален албум)
„Той е“ е третият студиен албум на българския рапър и музикален продуцент Худини, издаден през 2011 г. На лицето на обложката на бял фон е изобразен Худини с логото на изпълнителя на мястото на главата. Записването на албума протича в периода между октомври 2010 г. и юли 2011 г. Продукцията включва 11 песни, между които сингъла „Oh Baby“, която стига до #3 в музикалната класация The Voice Top 10, както и „Утрешният ден“, към която е заснето първото за България 3D рап видео.
Албумът е записан в Студио 33, Бургас и се разпространява от Худ Джи Фем Ентертейнмънт на компакт диск и digital audio.

## Списък на песните в албума
| №   | Заглавие                                  | Автор(и)                   | Музика                     | Аранжимент                 | Времетраене |
| --- | ----------------------------------------- | -------------------------- | -------------------------- | -------------------------- | ----------- |
| 1.  | Всичко и нищо (Интро)                     | Петко Иванов               |                            |                            | 00:29       |
| 2.  | Утрешният ден                             | Стоян Иванов               | Стоян Иванов               | Стоян Иванов               | 03:40       |
| 3.  | Oh Baby                                   | Стоян Иванов               | Стоян Иванов, Петко Иванов | Стоян Иванов, Петко Иванов | 03:36       |
| 4.  | Dance Dance с участието на Fang           | Стоян Иванов, Петко Иванов | Стоян Иванов               | Стоян Иванов               | 03:02       |
| 5.  | Принципно                                 | Стоян Иванов               | Стоян Иванов               | Стоян Иванов               | 03:30       |
| 6.  | Няма да те мъча повече (skit)             | Петко Иванов               |                            | Петко Иванов               | 00:24       |
| 7.  | Той е с участието на 2 Лица               | Стоян Иванов, Боб Димитров | Стоян Иванов               | Стоян Иванов               | 04:00       |
| 8.  | Спускам се с участието на Сарафа          | Стоян Иванов, Сарафа       | Стоян Иванов               | Стоян Иванов               | 03:42       |
| 9.  | Такива като теб                           | Стоян Иванов               | Стоян Иванов               | Стоян Иванов               | 03:59       |
| 10. | По-студена от лед с участието на Nird     | Стоян Иванов, Недко Динков | Недко Динков               | Петко Иванов, Недко Динков | 03:09       |
| 11. | Ти ми даде всичко с участието на Криминал | Стоян Иванов, Иван Краев   | Стоян Иванов               | Стоян Иванов               | 03:52       |

## Видеоклипове
| Видеоклип     | Премиера | Режисьор                              |
| ------------- | -------- | ------------------------------------- |
| Oh Baby       | 2010     | Константин Костадинов, Христо Андонов |
| Утрешният ден | 2011     | Константин Костадинов                 |

## Екип
- Hoodini – вокали, клавишни, музикален продуцент
- Fang – гост вокали, дръм процесинг, аудио инженер, продуцент
- Иван Краев – арт дизайн на обложката
- Криминал, 2 Лица, M.W.P., Сарафа, Nird – гост вокали